# 살리족
살리족(라틴어 :Salii, 그리스어 : Σάλιοι, 살리오이)는 4-5세기 무렵 역사서에 등장하는 프랑크인의 하위 부족으로 유럽 북서부 지역에 거주하였다. 당시 살리족의 거주지는 로마 제국의 속주였으며 오늘날 네덜란드와 벨기에 부근인 라인강 서안에 해당한다.
전통적인 사료에서 살리족은 리부아리족과 함께 프랑크인의 중심 세력으로 평가하고 있으나 오늘날 최신 연구들은 이들의 중요도에 의문을 제기하고 있다.

## 어원
살리족의 어원에 대해서는 다양한 가설이 있다. 고대 로마의 신 마르스를 섬기며 제의에서 춤추던 사제도 살리라고 불렸지만, 살리족과는 관련이 없다. 유럽 저지대가 로마의 속주가 된 것은 제국 시기였기 때문에 그 이전 로마의 영토 외부의 종족이었을 때 이들의 거주지 근처를 흐르던 에이설강이 부족의 이름이 되었을 것이라는 가설이 있다. 에이설 강은 당시 살라라고 불렸으며 히슬로아, 히슬라로도 불렸다. 오늘날이 지역은 살란트라고 불린다.
다른 가설로는 게르만어 살리온(*saljon )에서 파생된 것이라는 설이 있다. 살리온은  친구 또는 동료라는 말로 동맹체를 나타낸다. 이 가설은 살리온이라는 말이 제국과 동맹을 맺은 부족 자체를 뜻하다가 이들이 사는 지역과 강의 이름으로 남았다고 추정한다. 부족명과 지명의 순서를 앞의 가설과는 반대로 생각하는 것이다.

## 기원
프랑크인에 속하는 다른 부족들과 디르게 로마의 사료에서 살리족은 처음부터 제국 영토 내부인 네덜란드의 라인강 삼각주에 살고 있는 사람들로 기술되어 있다. 일반적으로는 부족으로 취급하지만 마티아스 스프링거와 같은 학자는 이러한 생각이 오해에서 비롯된 것일 수 있다고 주장한다.  살리족이 단일한 부족이라기 보다는 당시 상황상 여기 저기에서 밀려들어온 사람들의 집합일 수도 있다는 주장이다. 한편, 살리족에 대한 모든 고전적 언급은 암미아누스 마르켈리누스가 쓴 《프랑크인, 그들이 살리라 부르는 관습》을 원전으로 하고 있는데, 암미아누스는 로마 군대에서 복무 한 일을 기록하면서 살리가 자신들의 고향인 바타비아(오늘날의 네이메헌에 있던 키비타스)에서 텍산드리아로 밀려났으며, 당시 로마에 복속되지 않은 샤마비족에 의해 일어난 일이라고 설명하고 있다. 암미아누스는 밀려난 살리인들이 통에런의 키비타스로 편입되었다고 기록하였다. 살리족이 로마 제국 외부에서 밀려와 제국 내부에 정착하였다고 기록한 최초의 역사가는 조시무스였지만 그의 설명은 두서가 없이 혼란스러워서 아마도 다른 사람들의 기록을 짜집기 한 것으로 보인다.
조시무스의 기록에서 살리족은 로마 제국 외부에 살던 단일한 부족으로 설명되고 오늘날에도 일반적으로 이러한 설명을 받아들인다. 이 경우 이들의 고향은 오늘날 네덜란드에 해당하는 헬데를란트주의 벨루에 지역 쯤이 될 것으로 라인강과 에이설강을 사이에 두고 살아 오늘날의 샐랜드란 이름의 어원이 되었을 것이다. 이러한 가설에 따르면 살리족은 로마제국 시기 색슨족과 동맹을 맺어 결성한 샤우키 연맹의 한 축이 된다. 초기 기록에서 색슨인과 프랑크인의 차이점은 명확히 구분되지 않는다.
358년 살리족은 로마와 모종의 협약을 맺고 텍산드리아 남쪽의 삼각주를 거처로 삼는다. 이 지역은 스헬더강, 뫼즈강, 데머강의 사이에 놓여 있으며 오늘날 네덜란드의 노르트브라반트주와 벨기에의 안트베르펜주, 림뷔르흐주에 걸려 있는 지역으로 켐펜이라 불린다.

## 역사
로마의 사료에서는 기원후 286년 로마의 장군이었던 카라우시우스가 도버 해협 맞은 편 연안의 방어 임무를 맞게 된 일을 기록하면서 그 지역의 프랑크인들을 언급하고 있다.  프로부스 황제 치세의 일이다. 프로부스 시대의 기록 가운데에는 흑해 연안에서 로마 선박을 나포하여 사람들을 납치한 뒤 그리스와 시칠리아를 거쳐 지브롤터를 통해 대서양으로 빠져나간 대규모 해적 무리에 대한 기록도 있다. 당시 로마는 해적이라는 의미로 프랑크인이라는 말을 사용했으나 시간이 지남에 따라 프리시 해안에 사는 사람들이라는 의미가 되었다. 바이킹이이 등장하기 수세기 전에 "색슨"이라는 말은 선박을 타고 로마 영토를 습격하던 게르만족 일파를 가리키는 말이었던 데 반해 "프랑크"는 내륙의 라인강 지역과 밀접한 관련이 있었다.
그 보다 후기인 살리족이 기록에 등장하던 시기에 프랑크는 더 이상 해양과 연관이 없는 말이 되어 있었다. 살리족이 바타비아에 정착하기 전 어떠한 생활을 했는 지는 알려져 있지 않다. 살리족이 한때 로마 제국 밖에서 같은 이름으로 불리며 살았고 색슨에게 쫓겨 로마 제국 안으로 들어왔다는 이야기는 오직 조시무스의 기록에만 나오고 암미아누스 마르켈리누스의 기록에는 보이지 않는다. 살리족의 기원이 어찌되었든 조시무스는 이들이 "콰디" 또는 그리스식 발음으로 "코우아도이"라 불리던 색슨 일파에게 쫓겨 바타비아를 벗어나 로마 영내로 들어왔고 로마와 동맹을 맺었다고 기록하였는데, 조시무스가 샤마비족의 연원을 살리족의 것과 혼동하였을 수 있다는 견해가 있다.

조시무스에 따르면 이 '색슨인'들은 배를 타고 라인강을 오르내리면서 다른 프랑크인들의 거주지를 돌아다녔고, 후에 로마 영내인 하구의 삼각주에 정착하였다. 율리아누스 황제는 이들이 옛 고향 바타비아의 남쪽에 위치한 텍산드리아에 거주하도록 허용하였다. 
 "[율리아누스]는 자신의 군대에게 그들을 적극적으로 공격하라고 명령했지만 살리족은 죽이지 말것이며 로마 영토 안으로 들어오는 것도 막지 말라고 하였다. …… 그러자 살리족들은 배교자 율리아누스가 배푼 호의를 받을 수 있었고, 일부는 그들의 왕과 함께 로마 영토로 들어갔으며 나머지는 그들 나라의 반대편 끝으로 도망쳤다. 이들 모두 카이사르가 은혜로이 내린 보호 덕분으로 자신의 생명과 재산을 겸허히 지킬 수 있었다." 

400 ~ 450년 무렵 살리족의 이동. 라인-뫼즈 지역에서 셸트 삼각주로 이동하였다.

로마의 영내에 정착한 살리족은 다른 프랑크인 부족들의 침입으로부터 로마 제국을 방어하는 역할을 맡았다. 4세기 후반에 쓰인 암미아누스 마르켈리누스의 기록은 당시 로마 영내를 침입한 게르만족으로 샤마비족을 언급하고 있지만, 대개 샤마비는 프랑크인으로 여겨지고 있다. 살리족과 반대로 샤마비는 로마 제국에 복속하지 않아 축출되었고 영토 외곽 가까이에 살고 있었다.
400년 클라우디아누스는 스틸리코의 게르마니아 평정을 기념하여 쓴 시에서 "이제 살리족들은 그들의 땅에서 여전하고, 그의 곧은 칼이 수감브리족의 굽은 낫 사이를 뻗어나가 무찔렀네"라고 언급하였다. 당시 수감브리족은 오래 전에 로마에게 패배하여 떠난 상태였다.
5 세기 전반기부터 프랑크인 부족들은 자신들의 영역을 로마인들이 살던 실바 카르보나리아의 경계를 넘어 오늘날 프랑스 북부의 솜강 지역까지 넓혔다. 이 프랑크인들을 이끌던 클로디오는 오늘날 벨기에의 투르네가 속해 있던 지역인 투르나쿰과 현대의 프랑스 캉브레에 해당하는 카메라쿰을 정복하였다. 이 일은 아마도  445년에서 450년 사이에 일어 났을 것으로 보인다. 클로디오가 이끌던 프랑크인들은 한번도 살리족이라 지명된 적이 없다. 그들이 어떤 부족이었는 지는 확실하지 않다. 6세기 무렵 투르의 주교였던 그레고리는 클로디오가 한때 투링기아라 불리던 디스파르굼 요새에서 출발하여 실바 카르보나리아를 거쳐 투르나쿰을 공격했다고 기록하였다. 이 지명들은 살리족의 바타비아나 텍산드리아하고 전혀 관련이 없다는 것이 오늘날 공통된 견해이다.
451년, 클로디오의 상대였던 로마 측 장군 플라비우스 아에티우스는 사실상 서로마 제국의 통치자였으며, 당시 동쪽에서 침입해 온 훈족의 아틸라에 대항하기 위해 영역 내의 게르만족 동맹들을 규합하고 있었다. 프랑크인들은 서고트인과 일시적인 동맹을 맺고 로마의 부름에 호응하여 카탈라우눔 전투에 참전하였고 이 싸움으로 훈족의 위협은 사실상 종식되었다.
5세기에 작성된 로마의 군대 목록인 《노티티아 디그니타툼》(Notitia Dignitatum)에는 로마인 뿐만아니라 게르만인을 비롯한 다른 부족 출신들도 나열하고 있는데, 히스파니아에 주둔하고 있던 살리 이우니오레스 갈리카니(Salii iuniores Gallicani, 갈리아 출신의 젊은 살리족), 갈리아에 주둔하고 있는 살리 세니오레스(Salii seniores, 나이 든 살리족)과 같은 언급이 보인다. 살리족만으로 편성된 부대에 대한 기록도 보인다.

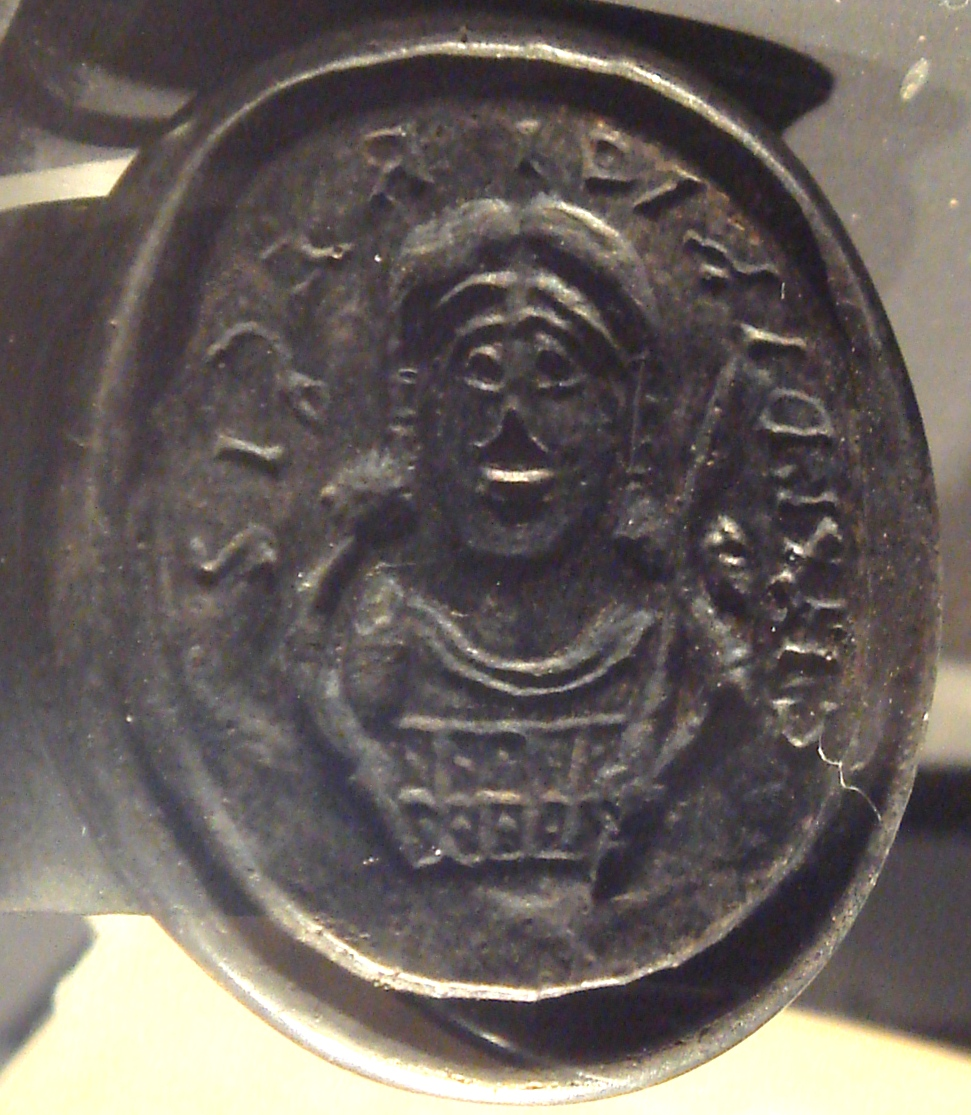
킬데리쿠스 1세((재위 457년 - 481년)의 인장 반지. 국왕 킬데리쿠스(CHILDIRICI REGIS)라는 글자가 세겨져 있다. 투르네의 파리 조폐국 자리에서 그의 무덤이 발견되었다.

살리족이 클로디오와 연관이 있었는 지는 불확실하지만,  킬데리쿠스 1세와 그의 아들 클로도베쿠스 1세가 로마령 갈리아를 장악 한 것은 살리족과 관련이 기록되어 있으며, 루아르강과 실바 카르보나리아 사이의 로망스어를 사용하던 프랑크인 지역(훗날 네우스트리아라고 불린다)을 통치하였고, 이들의 법률은 살리카법이라 불리게 되었다. 기록에 신화적인 요소가 많은 킬데리쿠스의 아버지 메로베우스의 이름을 따 이들 왕조는 메로베우스 왕조로 불린다. 킬데리쿠스와 클로도베쿠스는 프랑크인의 왕이자 갈리아 벨기카를 통치한 것으로 알려져 있다. 아들 클로도베쿠스는 486년 갈리아지역과 게르마니아 지역을 아우르는 프랑크 왕국의 통치자가 되었고 파리를 수도로 삼았다. 클로도베쿠스는 서고트인과 알레만니를 패퇴시켰고, 그의 아들들은 서고트인을 이베리아반도로 몰아내고 부르군트인, 알레마니, 투링기를 정복했다. 메로베우스 왕조는 250여 년을 존속하면서 서유럽의 강자로 군림하였다. 내분으로 메로베우스 왕조가 무너지자 오늘날 벨기에와 남부 네덜란드의 뫼즈강 유역에 살던  칼롤루스 왕조가 그 뒤를 이었다.
로마 제국 시기 갈리아는 로마와 게르만 사회의 융합이 일어나고있었다. 메로베우스 왕조는 기독교를 받아들여 496년 클로도베쿠스 1세가 세례를 받았다. 이는 로마 가톨릭과 프랑크 왕국의 동맹을 상징하는 사건이었는데, 이들과 달리 고트인, 부르군트인, 랑고바르드 등 다른 게르만 일파들은 아리우스파를 체택하였다. 서로 다른 종파의 선택은 훗날 영토 정복의 명분이 되었다.
511년 클로도베쿠스의 사망은 프랑크 왕국의 분열을 가져왔다. 당시 게르만족은 아직 장자의 독점적 상속 관습이 확립되지 않았기 때문이다. 이후 4 세기에 걸쳐 영토의 상속과 분할이 반복되면서 살리카법은 남성 후계자의 독점적 상속권을 확립하게 된다. 그러나 이러한 변화는 어느 한 순간에 이루어 진 것이 아니라 수 많은 갈등이 진행되는 속에 법전의 해석으로서 세워진 것이다. 한편, 프랑크인 이외의 게르만 부족들은 영토 분할과 관련한 확고한 관습을 세우지 못했다.
메로베우스 왕조가 갈리아 지역을 통치하면서 자신들의 법 체계를 우위에 두었기 때문에 로마인들은 이를 렉스 살리카(Lex Salica, 살리카족의 법률)이라 불렀고 훗날 살리카 법전이라는 이름으로 불리게 되었다. 이 법률은 살리족과 같은 조상에서 갈라져 나온 것으로 추정되는 루아르강 부근에서 실바 카르보나리아 지역의 라인란트 프랑크인이나 리퓨아리아 프랑크인들의 법률과도 연관성이 있다. 한편 630년 무렵 체계가 잡힌 리퓨아리아 법전은 살리카 법전과 함께 훗날 프랑크 왕국의 법률 발전에 영향을 주었다. 스프링거는 살리카 법전이 당대에는 단순히 "일반법"적인 지위를 가졌다고 해석한다.

## 문화
살리족 프랑크어에 대해 남아있는 기록은 단편적인 것들 뿐이지만 오늘날 저지 프랑크어에 해당하는 네덜란드어의 선조격에 해당한다고 추정된다.
메로베우스 왕조가 수립되기 전 살리족은 중앙집권적 권력이 없는 느슨한 부족 연맹체였고, 로마와 협상하기 위해 대표를 뽑는 정도였다. 각 부족은 확대 대가족의 성격을 갖는 혈족이었고 살리카법은 가족에 속한 사람들에 대한 보호를 규정하고 있을 뿐 단독적인 개인의 권리는 인정하지 않았다.
고트족이나 반달족의 경우엔 4 세기 중반 이후 부분적인 기독교 개종이 시작되었지만, 살리족의 경우 클로도베쿠스 1세가 개종할 때까지 게르만 다신교를 유지하고 있었다. 이후 군주들이 기독교화를 추진하면서 다신교에 대한 믿음은 점차 감소하였다. 한편 갈리아 지역의 로마화된 살리족들은 클로도베쿠스의 세례 이전에 이미 독자적으로 기독교를 받아들였을 수 있다.

## 같이 보기
- 살리카 법전

## 참고 문헌

### 주요 자료
- Ammianus Marcellinus, History of the Later Roman Empire.
- Gregory of Tours, Decem Libri Historiarum (Ten Books of Histories, better known as the Historia Francorum).
- Zosimus (1814): New History, London, Green and Chaplin. Book 1.
- Panegyrici Latini(12개의 라틴어 연설문)

### 2차 자료
- Anderson, Thomas. 1995. "Roman Military Colonies in Gaul, Salian Ethnogenesis and the Forgotten Meaning of Pactus Legis Salicae 59.5". Early Medieval Europe 4 (2): 129–44.
- Dierkens, Alain; Périn, Patrick (2003). 〈The 5th-century advance of the Franks in Belgica II: history and archaeology〉. 《Essays on the Early Franks》. Barkhuis. 165–193쪽.
- Chisholm, Hugh, 편집. (1911). 〈Franks〉. 《브리태니커 백과사전》 11 11판. 케임브리지 대학교 출판부. 35–36쪽.
- James, Edward (1988). 《The Franks》. The Peoples of Europe. Oxford, UK; Cambridge, Massachusetts: Basil Blackwell. ISBN 0-631-17936-4.
- Musset, Lucien : The Germanic Invasions: The Making of Europe, AD 400–600,1975, ISBN 1-56619-326-5, p. 68.
- Perry, Walter Copland (1857). The Franks, from Their First Appearance in History to the Death of King Pepin. Longman, Brown, Green: 1857.
- Wood, Ian, The Merovingian Kingdoms, 450–751 AD. 1994.